# 文献資料 (歴史学)
歴史学における文献資料（ぶんけんしりょう）とは、史料のひとつで、文書および古文書、個人的な日記や備忘録などの古記録、書籍、新聞、雑誌など文字によって伝達あるいは記録された資料の総称である。

## 概要

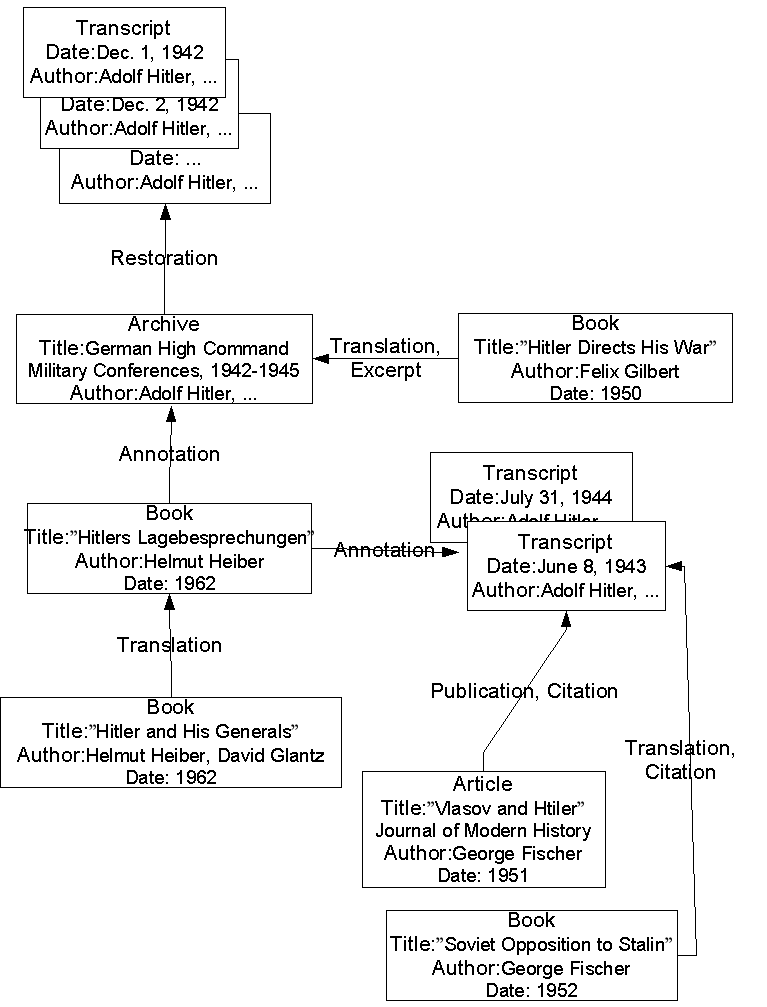
歴史学的なテキストの関係

文書としては廃棄され、再利用に供した漆紙文書や紙背文書を含む。媒体は紙に限らず、木簡・竹簡・金石文・甲骨文・粘土板文書・パピルス文書なども情報量に応じて文献資料に含めるが、墨書土器や篦書・刻書土器などに記された文字断片は通常は文字資料と呼んでいる。
文献資料は歴史学研究における根本的な資料であり、われわれは歴史的事件や人物に関しての詳細を文献を通じて知ることができる。ただし、以下の点に注意しなければならない。
1. 当時の人々にとって重大で書き留めておかなくてはならないと意識された事象・事物のみが記録され、すべての事象が記録されるわけではないこと。とくに、あまりにも日常生活に根ざして語るまでもなく当然視されていたような事象・事物[注 2]は記録されず、記録されたとしても廃棄されてしまうケースが多いこと[1]。
2. 時代を遡るほど、著述・編纂が為政者層、体制側、知識階級、有力者側、成人男性、都市住民に片寄る傾向があること。それゆえ、時代が古くなればなるほど、庶民、女性、子供、地方の実態は掴み難い傾向が生じる。また、掴み得た情報も著述・編纂に携わる階層の価値観を反映したものになりがちである[2]。
3. 記憶違いによる誤記や写本として流通する過程で生じる誤写、また、記録・書写の過程で作為による改変なども考えられること。

それゆえ、歴史事象の究明のためには、文献資料を互いに付き合わせて史料批判や文献学的な検討をおこなうだけでなく、絵画や写真などの図像資料、考古学的発見によって得られる遺構・遺物などの考古資料、長い間伝承されてきた風俗・習慣・伝説などの民俗資料、関係者からのインタビューによる聞き取り調査（オーラル・ヒストリー）も視野に入れた論考が必要となる。